# Achuarmychus carltoni
Achuarmychus carltoni (лат.) — вид жуков-плеснеедов, единственный в составе рода Achuarmychus из подсемейства Lycoperdininae (Endomychidae). Эквадор. Назван в честь американского энтомолога Кристофера Карлтона, собравшего типовую серию.

## Этимология
Название рода Achuarmychus представляет собой комбинацию названия Achuar, одного из племен коренных народов, проживающих в регионе Napo в Эквадоре, и -mychus, происходящего от суффикса семейства Endomychidae. Видовое название A. carltoni дано в честь американского энтомолога Кристофера Карлтона (Dr. Christopher E. Carlton, Louisiana State University, Луизиана, США), собравшего типовую серию.

## Описание
Жуки средних размеров. Длина 3,65—3,70 мм. Тело удлиненно-овальное, сравнительно выпуклое, блестящее, густо
щетинистое; пунктировка умеренно густая и грубая, но беспорядочная; вентральные поверхности с промежутками, покрытыми отчетливой сетчатой микроскульптурой. Окраска темно-красновато-коричневая, стернум немного темнее, антенны несколько светлее. Голова частично втянута в переднегрудь, слабо поперечная. Глаза большие, овальные в очертании, выпуклые, с крупными фасетками. Затылок покрыт сетчатой микроскульптурой и с длинноовальной, мелко ребристой центральной стридуляционной зоной. Переднегрудь поперечная, наиболее широкая около середины длины, параллельна от основания к базальной трети, затем слабо закруглена к переднему краю. Переднеспинка узко окаймлена сбоку и у основания. Усики 11-члениковые, булава состоит из трёх сегментов. Формула лапок: 4-4-4.

## Систематика
Вид был впервые описан в 2004 году энтомологами из Польши (K. Wioletta Tomaszewska) и Новой Зеландии (Richard A. B. Leschen) по типовым материалам из Эквадора. Achuarmychus сходен с родом Archipines в том, что тело густо щетинистое, вершинные антенномеры с небольшими щетинковидными бугорками/сенсиллами на апикальном крае, брюшной 6-й вентрит частично виден, яйцеклад с разделенными кокситами и надкрылья сравнительно длинные. Achuarmychus, однако, отличается от Archipines наличием мандибулы с одним крупным вершинным зубцом и без субапикальных зубцов, надкрыльями не более чем в 2,1 раза длиннее переднеспинки, переднегрудинным отростком, сравнительно широко разделяющим передние тазики и заходящим за их пределы, пятиугольным межтазиковым отростком мезовентрита, длина примерно вдвое больше ширины, яйцеклад с хорошо развитыми кокситами и голени самца без признаков полового диморфизма. Общий вид тела Achuarmychus напоминает щетинистые виды Lycoperdina, однако булава усиков отчетливо 3-члениковая, жвалы без субапикальных зубцов, переднегрудной отросток широко разделяет передние тазики и выходит за их пределы, межтазиковый отросток мезовентрита удлиненный, пятиугольный и плоский, яйцеклад с разделенными кокситами и вершина 10-го тергита (proctiger) простая. Achuarmychus включён в родовую группу Daulis вместе с неотропическим родом Archipines и австралийскими родами Daulis и Daulotypus. Группа представляет собой наиболее плезиоморфных членов подсемейства Lycoperdininae.

## Распространение
Встречается в Южной Америке (эндемик Эквадора).